# Samodzielna Eskadra Lotnictwa Marynarki Wojennej

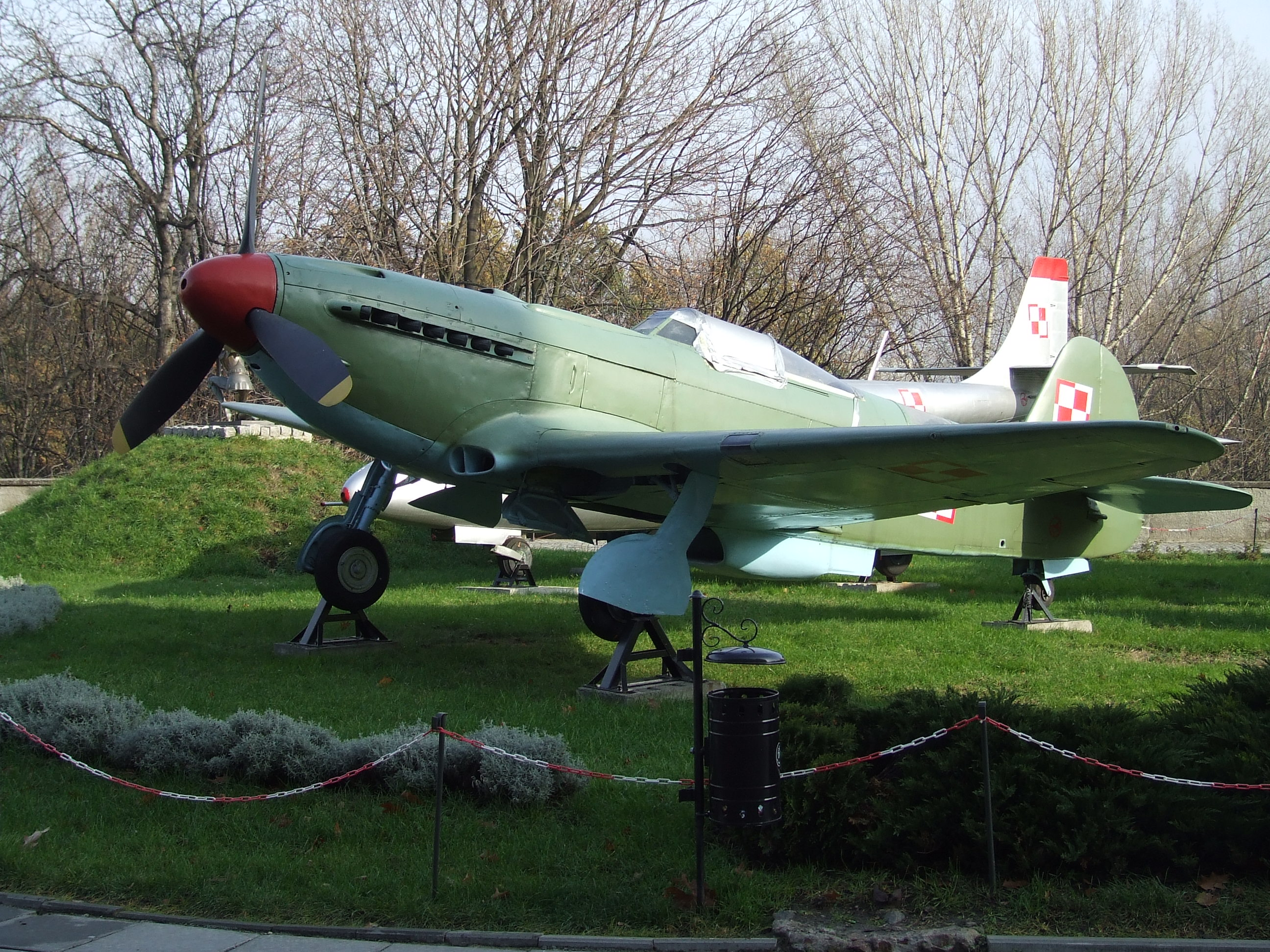
Jak-9

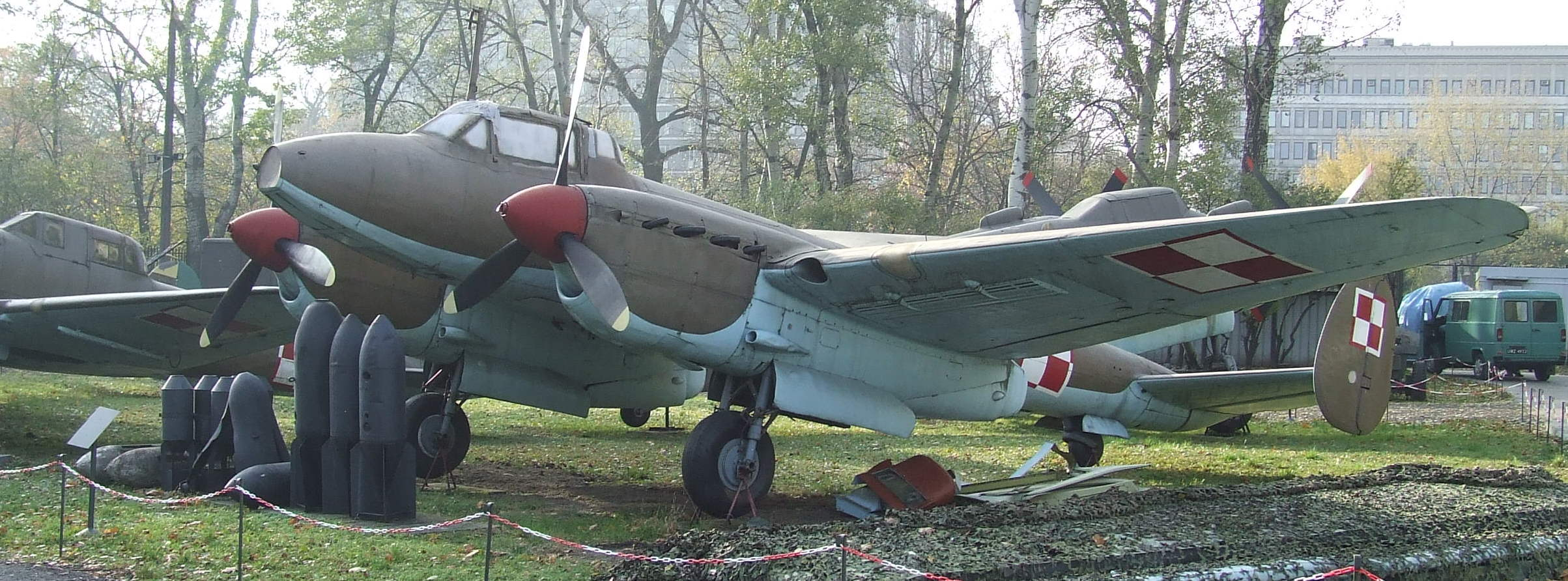
Pe-2

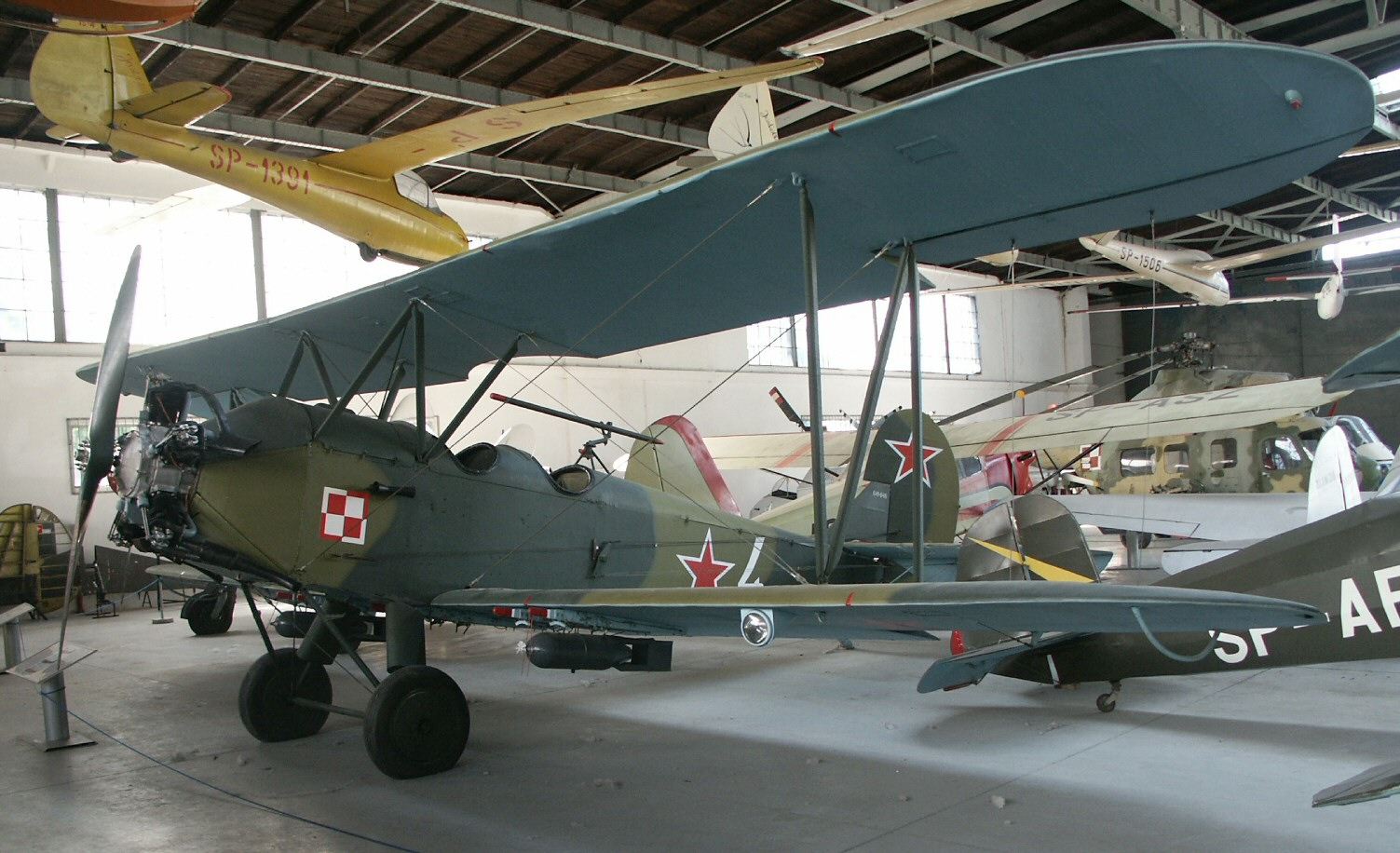
Po-2

Samodzielna Eskadra Lotnictwa Marynarki Wojennej (sel MW) – pododdział lotniczy Marynarki Wojennej.

## Formowanie i zmiany organizacyjne
W lutym 1948 roku rozpoczęto formowanie Samodzielnej Eskadry Lotnictwa Marynarki Wojennej. Etat eskadry przewidywał 316 wojskowych i 7 pracowników kontraktowych. Znajdujący się już w dyspozycji Dowództwa MW klucz łącznikowy Po-2 został wcielony w skład organizującej się  eskadry. Wyposażenie stanowiły samoloty myśliwskie Jak-9M, szturmowe Ił-2, bombowo-rozpoznawcze Pe-2FT, szkolno-bojowe Jak-9W oraz łącznikowe Po-2. Pod względem operacyjnym sel MW podlegała Dowództwu Marynarki Wojennej, a Dowództwo Wojsk Lotniczych było odpowiedzialne za wyszkolenie lotnicze i techniczne personelu, uzupełnienie kadrowe, stan techniczny samolotów, zaopatrzenie w paliwo i smary.
18 października 1948 roku komisja Marynarki Wojennej pod przewodnictwem szefa lotnictwa MW, kmdr. por. nawig. Eustachego Szczepaniuka, przyjęła od Dowództwa Wojsk Lotniczych sformowaną eskadrę.
W listopadzie 1949 roku minister obrony  narodowej polecił przeformować samodzielną eskadrę lotniczą MW na 30 Pułk Lotniczy oraz zorganizować 50 batalion obsługi lotnisk i kompanię szkolną lotnictwa MW. Jednostki te zostały sformowane w 1950 roku.

## Struktura organizacyjna
dowództwo eskadry
- dwa klucze szturmowe
- jeden  klucz myśliwski
- jeden klucz bombowo-rozpoznawczy
- jeden klucz łącznikowy

5 lutego 1949 roku Wojska Lotnicze przekazały dodatkowy klucz myśliwski Jak-9P, a nieco później klucz łącznikowy.

## Dowództwo eskadry
Skład dowództwa podano za:Czesław Krzemiński: Polskie lotnictwo wojskowe 1945-1980. s. 31.
- dowódca – kmdr por. pil. Aleksander Majewski
- zastępca do spraw polityczno-wychowawczych – kpt. mar. Stanisław Ordon
- pomocnik do spraw pilotażu – por. pil. Mieczysław Góral
- szef sztabu – por. pil. Jan Łaniecki